# Carl Svendsén
Carl Johan Svendsén, född 14 februari 1862 i Markaryd, död 6 oktober 1933 Minneapolis, Minnesota, var en svenskamerikansk ämbetsman och företagare.
Carl Svendsén var son till Elna Niklasdotter. Han utexaminerades 1880 från Borås tekniska skola och emigrerade 1881 till Iowa i USA, varifrån han 1886 flyttade till St. James, Minnesota. Han var under 20 år chef för firman Svendsén & Ranseen, en affär för försäljning av såväl kläder som matvaror. Svendsén deltog livligt i det kommunala och politiska livet och tilldelades flera förtroendeuppdrag. Bland annat var han ordförande i folkskolestyrelsen i St. James och 1907–1911 ledamot av Minnesotas legislatur. 
1911 bosatte han sig i Minneapolis, där han helt ägnade sig åt allmänna värv. Han var till sin död ordförande i Minnesotas kontrollstyrelse över fängelser, uppfostringsanstalter, asyler, sjukhus och invalidskolor, där han utförde ett betydelsefullt reformarbete, som gav honom stort erkännande och ledde till att han 1929 valdes till president för den amerikanska fångvårdskongressen. Svendsén var 1896–1933 ledamot av styrelsen för Gustavus Adolphus College i St. Peter, Minnesota, och var dess direktör under mer än 30 år. Dessutom var han ledamot av Svenska historiska sällskapet i Nordamerika och Svenska kulturförbundet i Minneapolis.